# Tajh Boyd
Tajh Boyd (Hampton, 25 settembre 1990) è un ex giocatore di football americano e allenatore di football americano statunitense che ha giocato nel ruolo di quarterback. Scelto nel corso del sesto giro (213º assoluto) del Draft NFL 2014 dai New York Jets, in precedenza aveva giocato a football per i Clemson Tigers.

## Carriera universitaria
Dopo aver giocato a football per la Chandler Arizona High School, ai tempi della quale fu convocato per giocare nell'U.S. Army All-American Bowl (venendo eletto Co-MVP dell'evento per aver messo a referto 7 completi su 9 per 179 yard e 3 touchdown) oltre che classificato da ESPN.com e SuperPrep come 5º miglior quarterback della nazione e da Rivals.com come 4º miglior quarterback, Boyd decise di giocare per la Clemson University.

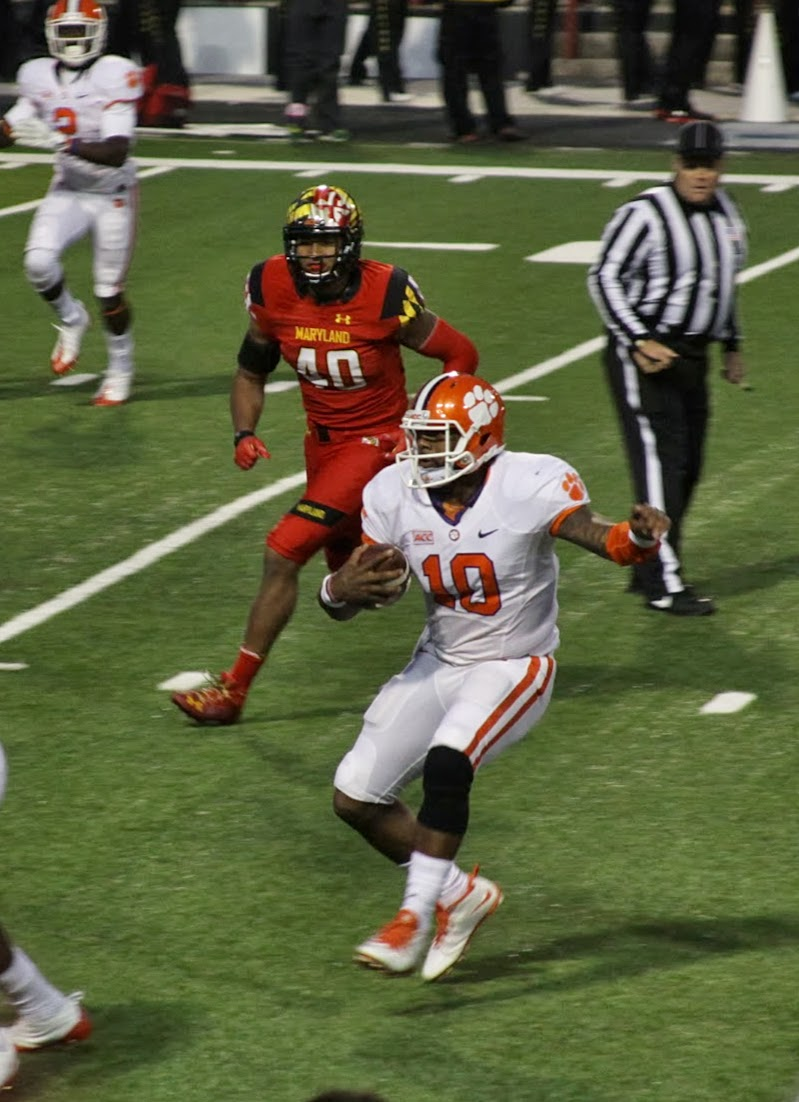
Boyd contro Maryland nel 2009.

Dopo avere passato come redshirt il 2009 (poteva allenarsi ma non disputare incontri ufficiali), Boyd fu promosso riserva di Kyle Parker l'anno seguente, al termine del quale aveva lanciato 33 completi su 63 passaggi per 4 touchdown e 3 intercetti. Nel 2011 completò la sua scalata al posto da titolare scendendo in campo in tutte e 14 le gare, guidando Clemson all'ACC Championship Game, dove con una prestazione da MVP (20 completi su 29 per 240 yard e 3 touchdown senza intercetti più 28 yard corse per un touchdown su 11 portate) consentì ai Tigers di laurearsi campioni di conference sconfiggendo 10-38 i Virginia Tech Hokies. All'Orange Bowl mise a referto 24 completi su 46 per 250 yard e 2 touchdown che non furono tuttavia sufficienti ai Tigers per evitare una pesante sconfitta per 70-33 contro i West Virginia Mountaneers. Il 2011 fu comunque molto positivo per Boyd che passò 298 completi su 499 per 3828 yard e 33 touchdown e corse per 218 yard e 5 touchdown, fu per la prima volta inserito nel First-team All-ACC, fu uno dei 16 finalisti del Maxwell Award e fu menzionato come possibile candidato al prestigioso Heisman Trophy.

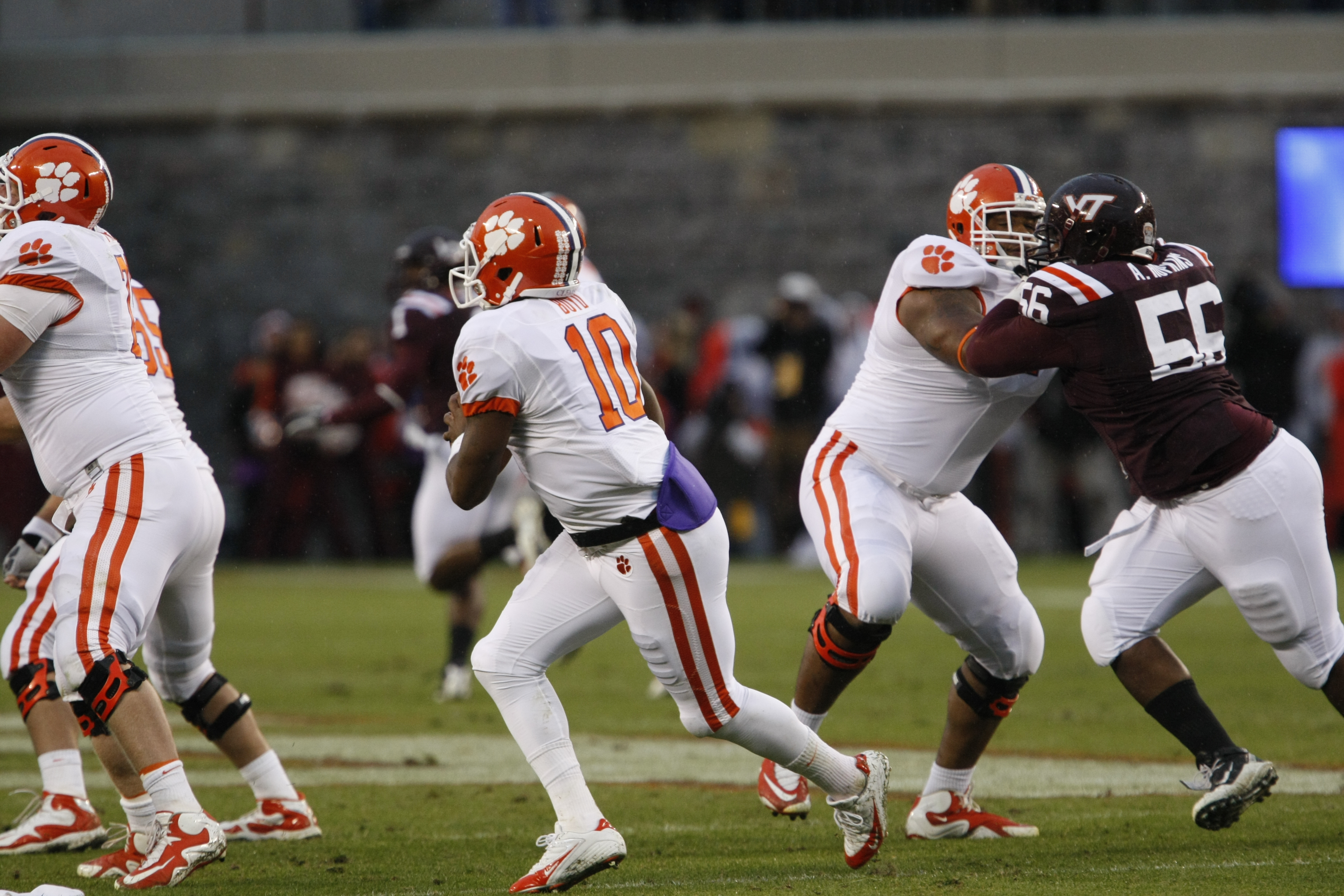
Boyd contro Virginia Tech nel 2011.

Nel 2012 Boyd stabilì un altro record, questa volta relativo alla ACC, quando nel match contro North Carolina State passò 5 touchdown e corse per altri 3, mettendo inoltre a referto 529 yard complessive. Quindi, nel dicembre 2012 guidò i Tigers alla vittoria per 25-24 contro LSU nel Chick-fil-A Bowl, al termine del quale, grazie ad una prestazione da 36 completi su 50 passaggi per 346 yard e 2 touchdown, fu eletto anche MVP del match. A fine stagione Boyd migliorò sensibilmente le sue statistiche rispetto l'annata precedente, facendo registrare un totale di 287 completi su 427 passaggi per 3896 yard e 36 touchdown più altre 514 yard e 10 touchdown su corsa. Egli inoltre fu eletto Giocatore dell'anno e Giocatore offensivo dell'anno della ACC ed inserito sia nel First-team All-American che nel First-team All-ACC (l'ultimo Tiger ad essere eletto per due anni di fila All-ACC fu Steve Fuller nel 1977-1978).
Nel 2013 Boyd guidò i Tigers ad un record di 11-2, collezionando 283 passaggi completi su 413 per 3.851 yard, 34 touchdown ed 11 intercetti. Egli inoltre il 14 novembre 2013 stabilì il nuovo record di tutti i tempi nella ACC di touchdown passati. Il suo ultimo incontro di football con la maglia dei Tigers fu l'Orange Bowl 2014, nel quale condusse Clemson alla vittoria per 40-35 su Ohio State, completando 31 passaggi su 40 per 378 yard e 5 touchdown e correndo per 127 yard ed un touchdown, stabilendo così il nuovo record dell'Orange Bowl per yard complessive totalizzate in una singola edizione. Boyd chiuse così la sua carriera universitaria stabilendo il record ACC di 133 touchdown passati, ed i record atenei in touchdown passati, yard passate (11.904), completi su passaggio (901), completi in media a partita (19,2), tentativi di passaggio (1.404), percentuale di completi (64,1), yard offensive totali (13.069), giocate offensive totali (1.907), partite con almeno 200 yard passate (35), partite con almeno 200 yard passate (18), partite con almeno 200 yard offensive totali (36), partite con almeno 300 yard offensive totali (22), partite da titolare come quarterback (40), snap totali giocati da un quarterback (2.963) e vittorie ottenute da un quarterback titolare (32).

## Carriera professionistica

### New York Jets
Durante il corso del 2013 Boyd fu inserito tra i migliori prospetti eleggibili nel Draft NFL 2014, venendo pronosticato per una chiamata al primo giro. Fu invece scelto dai New York Jets nel corso del sesto giro come 213º assoluto. Il 15 maggio firmò con i Jets il suo primo contratto professionistico, un quadriennale a 2,29 milioni di dollari, di cui 78.680 garantiti alla firma.
Il 30 agosto 2014 Boyd venne svincolato dai Jets dopo aver giocato solamente nelle gare amichevoli della pre-stagione, durante le quali completò 8 passaggi su 17 tentativi per 98 yard, un touchdown e nessun intercetto, per un passer rating pari ad 84.9.

### Pittsburgh Steelers
Dopo aver trascorso il 2014 nella Fall Experimental Football League (FXFL), prima in forza ai Florida Blacktips durante la pre-stagione e quindi in forza ai Boston Brawlers durante la stagione regolare, Boyd venne ingaggiato dai Pittsburgh Steelers il 6 marzo 2015.

## Palmarès

### Squadra

#### Università
- Orange Bowl: 1

Clemson Tigers: 2013
- Chick-fil-A Bowl: 1

Clemson Tigers: 2012
- ACC Championship: 1

Clemson Tigers: 2011

### Individuale

#### Università
- First-team All-American: 1

2012
- Honorable mention All-American: 1

2013
- First-team All-ACC: 2

2011, 2012
- Second-team All-ACC: 1

2013
- ACC Championship Game MVP: 1

2011
- Giocatore dell'anno della ACC: 1

2012
- Giocatore offensivo dell'anno della ACC: 1

2012
- Chick-fil-A Bowl Offensive MVP: 1

2012

## Statistiche

### NCAA
| Stagione | Stagione       | Passaggi | Passaggi | Passaggi | Passaggi | Passaggi | Passaggi | Passaggi | Passaggi | Passaggi |      | Corse | Corse | Corse | Corse |
| -------- | -------------- | -------- | -------- | -------- | -------- | -------- | -------- | -------- | -------- | -------- | ---- | ----- | ----- | ----- | ----- |
| Stagione | Squadra        | Comp     | Att      | Comp %   | Yard     | Avg      | TD       | INT      | RAT      | Att      | Yard | Avg   | TD    |       |       |
| 2010     | Clemson Tigers | 33       | 63       | 52,4     | 329      | 5,22     | 4        | 3        | 107,7    | 23       | 33   | 1,4   | 1     |       |       |
| 2011     | Clemson Tigers | 298      | 499      | 59,7     | 3.828    | 7,7      | 33       | 12       | 141,2    | 142      | 218  | 1,5   | 5     |       |       |
| 2012     | Clemson Tigers | 287      | 429      | 67,2     | 3.896    | 9,1      | 36       | 13       | 165,6    | 186      | 514  | 2,8   | 10    |       |       |
| 2013     | Clemson Tigers | 283      | 413      | 68,5     | 3.851    | 9,3      | 34       | 11       | 168,7    | 154      |      | 400   | 2,6   | 10    |       |
| Totale   | Totale         | 901      | 1404     | 64,1     | 11.904   | 7,83     | 107      | 39       | 145,8    | 505      |      | 1.165 | 2,3   | 26    |       |

Fonte: ESPN.com